# ویرسلپورم
ویرسلپورم (به انگلیسی: Veerasolapuram) یک روستا در هند است که در Kallakkurichi taluk واقع شده‌است.

## نگارخانه

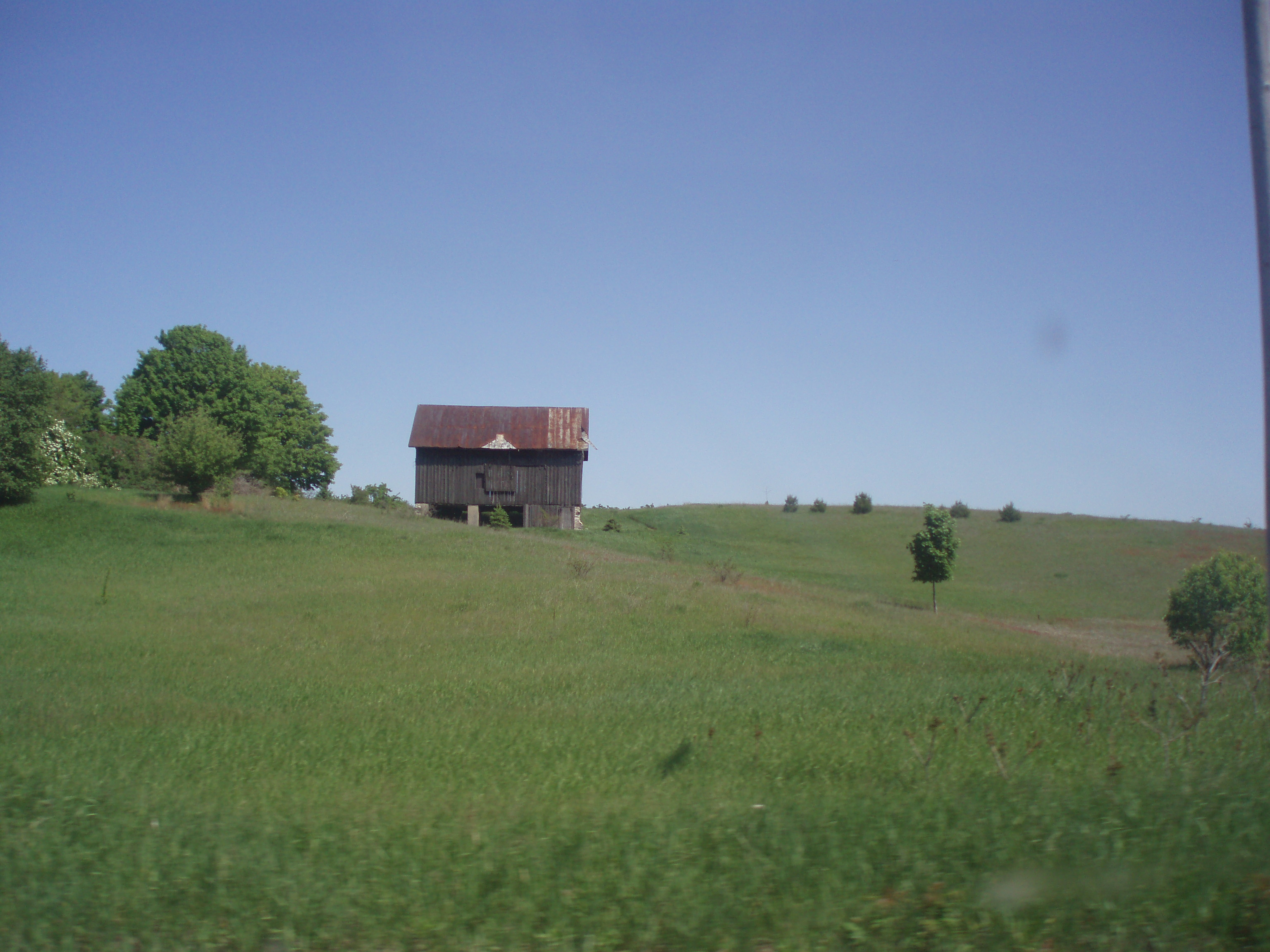
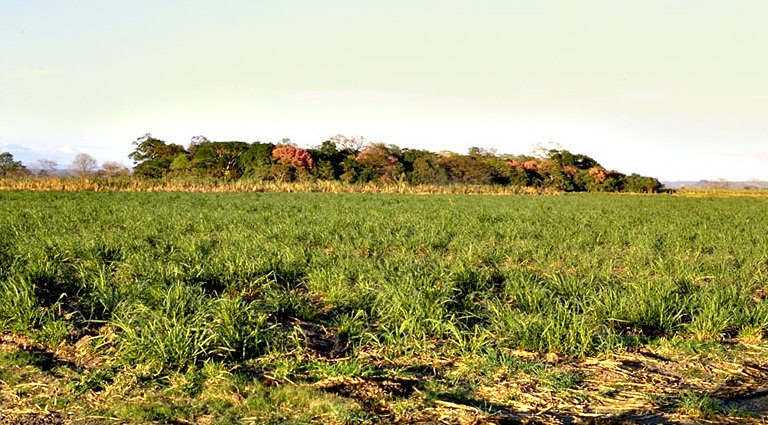
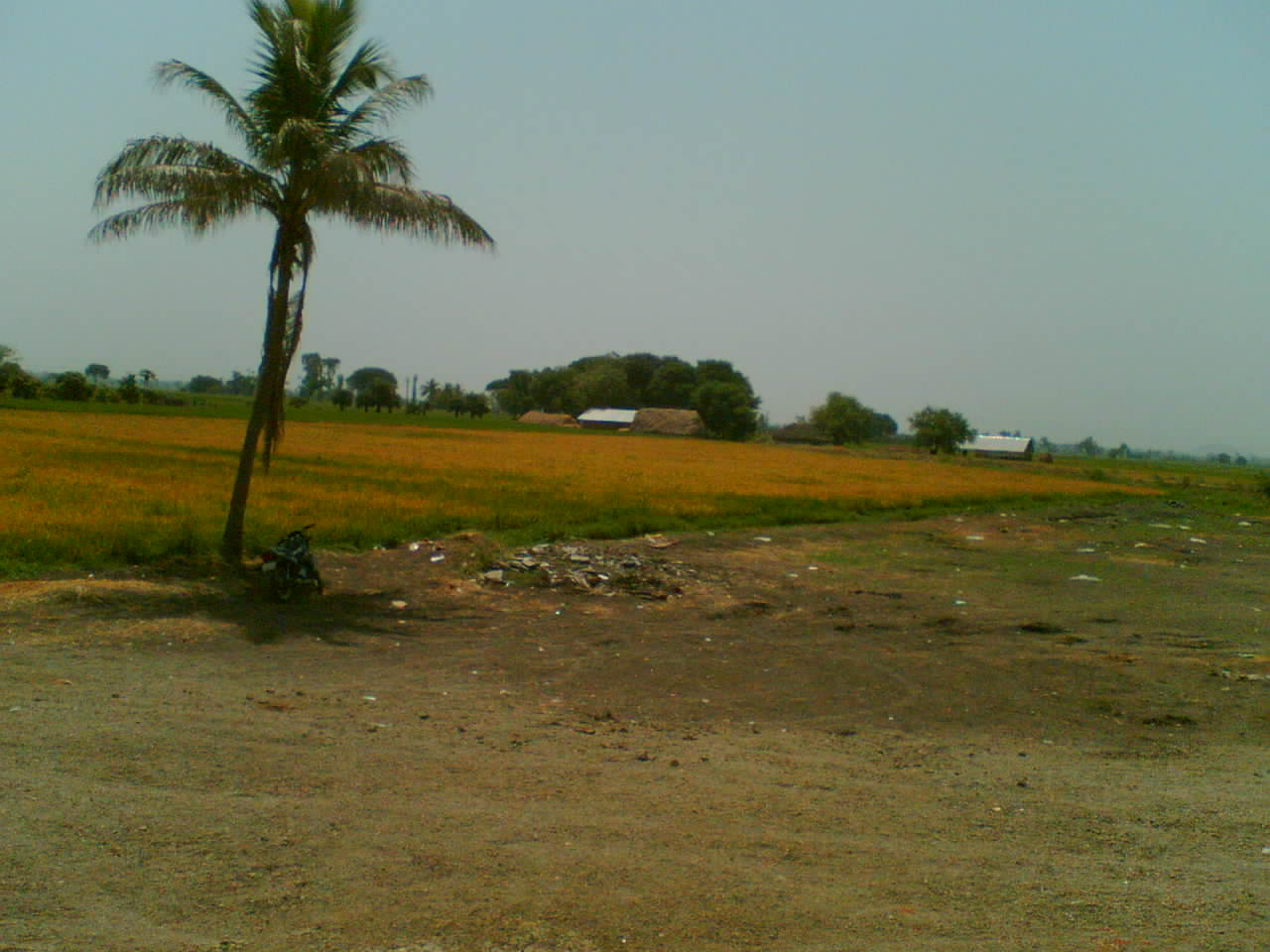
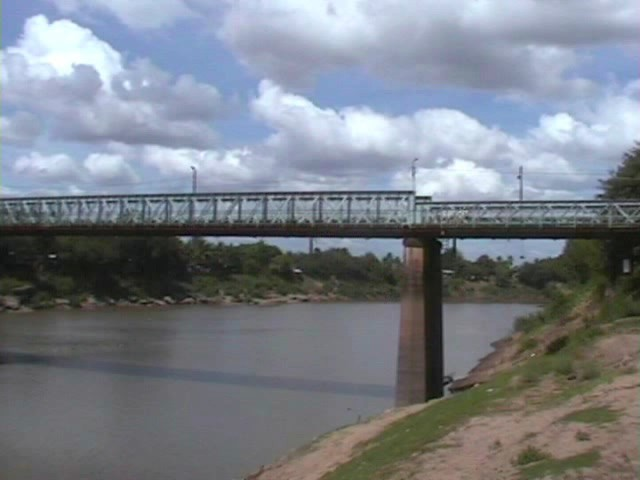

## خصوصیات
ویرسلپورم ۱٬۹۲۹ نفر جمعیت دارد.